# サンアルピナ青木湖スキー場
サンアルピナ青木湖スキー場（サンアルピナあおきこスキーじょう）は、長野県大町市青木湖畔に位置するスキー場である。
2009年11月18日付信濃毎日新聞によると、利用者減少のため、2009年度冬シーズン以降休止している。鹿島槍と白馬さのさかの間が分断されたため、サンアルピナ共通リフト券も発売をとりやめている。2011年以降、毎年のように再開が取り沙汰されているが実現していない。
青木湖の眺望とゆったりとしたコースが特徴。

## ゲレンデ
斜面構成はメインの緩斜面と鹿島槍側の急斜面という両極端な構成だが、初級者が間違って急斜面に入ってしまうことはまずないので、初級者が安心して滑ることができるスキー場である。
- レイクサイドコース…青木湖を眺める緩斜面。
- トップヒルコース
- パノラマ第1～第3コース…隣のサンアルピナ鹿島槍スキー場から滑り降りる唯一の連絡コースだが、いずれもかなりの難斜面である。特に第1コースは非常に急な上に幅が狭く、ほとんど山道のような感じで上級者でも手こずる超難関コースである。公称中級者コースの第3も幅が狭いため容易ではない。自信がなければ鹿島槍からの連絡は下りリフトに乗るのが無難である。

## 施設
- トリプルリフト1基、ペアリフト4基
- スキーセンター「ファニーダックス」
- 駐車場(1000台)全日無料

## アクセス
- 鉄道
  - 大糸線簗場駅より無料シャトルバスで5分
- 車
  - 長野自動車道安曇野ICより県道306号（北アルプスパノラマロード）経由で38km